# 伊瓦图巴
伊瓦图巴是巴西巴拉那州的一个市镇。总面积96.786平方公里，总人口2789人，人口密度28.8人/平方公里。